# Luana Alcañiz
Luana Alcañiz (Lucrecia Ana Úbeda Pubillones; Madrid, 8 de mayo de 1906 - Madrid, 24 de julio de 1991) fue una actriz y bailarina española.

## Biografía
Nieta de Santiago Pubillones, fundador del Circo Pubillones de Cuba, e hija de la actriz Marina Alcañiz. Pasó su juventud en Cuba y, tras estudiar danza, debutó a los dieciséis años como bailarina y cantante y es conocida como "La Flor de España". Actuó en clubs y teatros de Nueva York y forma pareja artística con Juan Puerta, bailarín con el que se casó. Después de rodar algunos cortos, en 1930 firma un contrato con la Fox y en 1932 hace una gira por América en la compañía de Al Jolson. Trabajó en Hollywood hasta principios de los años 40, época en la que se marchó a Suramérica (vive en Cuba, Venezuela y México). En 1947 trasladó su residencia a Madrid, en donde rodará algunas películas y se establecerá de forma definitiva.

## Filmografía
- 1929: Flor del mal, La serenata.
- 1930: Dónde estás corazón, The Arizona Kid, Del mismo barro, En nombre de la amistad, Cupido chauffeur, El último de los Vargas, A devil with women, El presidio.
- 1931: La llama sagrada, La dama atrevida, El pasado acusa.
- 1933: Primavera en otoño, El último contrabandista, El millón de Luana (sin terminar).
- 1934: Nada más que una mujer, Julieta compra un hijo, Contra la corriente, La última cita.
- 1938: Sucedió en La Habana, Verbena trágica, Frontiers of '49.
- 1944: Alma llanera.
- 1945: La barraca, El inspector Víctor contra Arsenio Lupin, Papá Lebonard, Sol y sombra.
- 1946: Usted tiene ojos de mujer fatal, María Magdalena: pecadora de Magdala, La virgen que forjó una patria.
- 1947: Tabaré, Chachita, la de Triana.
- 1948: Reina de reinas: La Virgen María, La casa de las sonrisas.
- 1950: La mujer de nadie.
- 1957: Horas de pánico, ... Y eligió el infierno.
- 1958: Una chica de Chicago.
- 1960: Ama Rosa, Un paso al frente, La paz empieza nunca.
- 1963: Cuatro bodas y pico.
- 1965: Doctor Zhivago.